# Antonin (województwo podlaskie)
Antonin – wieś w Polsce położona w województwie podlaskim, w powiecie wysokomazowieckim, w gminie Ciechanowiec.
W latach 1975–1998 miejscowość administracyjnie należała do województwa łomżyńskiego.
Wierni kościoła rzymskokatolickiego należą do parafii Trójcy Przenajświętszej w Ciechanowcu.

## Historia
Pod koniec wieku XIX dobra w powiecie bielskim, gubernia grodzieńska, gmina Skórzec. Własność Szczuków
W roku 1921 w folwarku Antonin naliczono 4 budynki z przeznaczeniem mieszkalnym i 88 mieszkańców (43 mężczyzn i 45 kobiet). Wszyscy zadeklarowali narodowość polską i wyznanie rzymskokatolickie.

## Obiekty zabytkowe
- Pozostałości zespołu dworskiego:
  - oficyna drewniana, najprawdopodobniej z XIX w.
  - cztery obory murowane, lata 20. XX w.

## Zabytki archeologiczne
- cmentarzysko kurhanowe z III-IV w., Nr rej. C-53[10]